# Daniel Ryser
Daniel Ryser (* 1. November 1979 in Chur) ist ein Schweizer Journalist und Buchautor.

## Leben
Daniel Ryser wuchs im thurgauischen Steckborn auf. Er machte eine Verkäuferlehre in einem Zigarrenladen und ab 2001 ein Volontariat beim Mittelthurgauer Tagblatt, einem kurzlebigen Kopfblatt des St. Galler Tagblatts in Kreuzlingen und Weinfelden. Von 2002 bis 2005 arbeitete Ryser als Stadtredaktor beim St. Galler Tagblatt und studierte Journalismus am Medienausbildungszentrum in Luzern. 2005 wechselte er als Inlandredaktor zur Wochenzeitung.
2008 erhielt er für ein Interview mit dem Fussballspieler Ivan Ergić den Zürcher Journalistenpreis in der Kategorie Nachwuchs. Er war Mitbegründer des Polit-Blogs «Nation of Swine». Ab April 2011 war er Reporter des Magazins, ab Juli 2014 schrieb er bis 2018 wieder für die Wochenzeitung, danach bis 2023 für das Online-Magazin Republik. Seit April 2024 ist er Autor bei der Weltwoche. Ryser veröffentlichte Bücher zum Hooliganismus in der Schweiz und zur Musikgruppe Yello sowie zur Hamburger Punkband Slime, zum Verleger und Politiker Roger Köppel und zum Rapper Stress. Das Künstlerkollektiv !Mediengruppe Bitnik bezeichnete Ryser als «Komplizen». Im Stil eines eingebetteten Reporters verfasste er den Bericht Delivery for Mr. Assange. Ein Paket für Herrn Assange.
Von 2001 bis 2003 beschäftigte sich Ryser mit Poetry-Slam. Er wurde unter anderem Zweiter beim German International Poetry Slam 2002. In Zusammenarbeit mit dem Künstlerkollektiv Bitnik tritt er auch als Musiker auf.
Im Jahr 2016 wurde er von den Lesern des Magazins Schweizer Journalist zum «Rechercheur des Jahres» und zum «Schweizer Journalisten des Jahres 2016» gewählt. Diese Auszeichnungen erhielt er in erster Linie für seine 25-seitige Reportage über Qaasim Illi vom Islamischen Zentralrat, die unter dem Titel Die Dschihadisten von Bümpliz in einem Sonderdruck der Wochenzeitung erschien. Für die Reportage wurde er 2017 erneut mit dem Zürcher Journalistenpreis ausgezeichnet. 2017 erschien von Ryser gemeinsam mit Olivier Würgler Der Zürcher Kokain-Report, der von der Wochenzeitung ebenfalls als Sonderdruck veröffentlicht wurde. Für den Kokain-Report sowie das Buch In Badehosen nach Stalingrad. Der Weg von Roger Köppel wurde Ryser weitere Male vom Magazin Schweizer Journalist zum «Rechercheur des Jahres» (2017) beziehungsweise zum «Reporter des Jahres» (2018) gewählt. 2022 kürte ihn der Schweizer Journalist unter anderem für seine Biografie des Rappers Stress zum «Gesellschaftsjournalisten des Jahres».
Am 31. Januar 2020 publizierte Ryser im Online-Magazin Republik ein umfangreiches Interview mit dem damaligen UNO-Sonderberichterstatter über Folter Nils Melzer zum Fall Julian Assange.
Neben seiner journalistischen Tätigkeit veröffentlichte Ryser unter den Künstlernamen «Göldin» und «Dani Göldin»  mehrere Rap-Alben.

## Werke
- mit Daniel Torgler, Matthias Frei: Espenmoos: Fussball und Fankultur. Appenzeller-Verlag, Herisau 2007, ISBN 978-3-85882-463-9.
- Feld–Wald–Wiese: Hooligans in Zürich. Echtzeit, Basel 2010, ISBN 978-3-905800-28-9.
- «Wenn ich Sie ermorde, Herr Ryser, ist das kein Meuchelmord». In: WOZ, 24. Februar 2011 (online).
- Yello: Boris Blank und Dieter Meier. Echtzeit, Basel 2011, ISBN 978-3-905800-56-2.
- Slime: Deutschland muss sterben. Heyne Hardcore, München 2013, ISBN 978-3-453-67653-4.
- KCBR: Live Life Like. Edition Patrick Frey, Zürich 2013, ISBN 978-3-905929-39-3.
- !Mediengruppe Bitnik: Delivery for Mr. Assange. Ein Paket für Herrn Assange. Echtzeit, Basel 2014, ISBN 978-3-905800-81-4.
- In Badehosen nach Stalingrad. Der Weg von Roger Köppel. Echtzeit, Basel 2018, ISBN 978-3-906807-05-8.[19]
- 179 Seiten Stress. Echtzeit, Basel 2022, ISBN 978-3-906807-30-0.
- mit KCBR (Künstlerin): KCBR. Edition Patrick Frey, Zürich 2023, ISBN 978-3-907236-61-1.

## Fussnoten
1. 1 2 3  Daniel Ryser geht zum «Magazin» (Memento vom 29. Oktober 2013 im Internet Archive). In: thurgaukultur.ch. 12. Januar 2011, abgerufen am 28. Januar 2012.
2. ↑  Markus Schär (Interview): Mit den Augen von Daniel Ryser. thurgaukultur.ch, 20. September 2018, abgerufen am 25. August 2023.
3. ↑  Vgl. Broschüre «Zürcher Journalistenpreis 2008», S. 29.
4. ↑  Feld–Wald–Wiese. (Memento vom 5. März 2012 im Internet Archive) Echtzeit-Verlag, abgerufen am 28. Januar 2012.
5. ↑  Yello. (Memento vom 31. März 2012 im Internet Archive) Website des Echtzeit Verlags, abgerufen am 28. Januar 2012.
6. ↑  Rysers Rückkehr. In: WOZ Die Wochenzeitung. 3. Juli 2014 (Hausmitteilung).
7. ↑  Daniel Ryser wird neuer Autor. In: Persoenlich.com, 25. April 2024.
8. ↑  Feld–Wald–Wiese. Hooligans in Zürich. Daniel Ryser aus dem Inneren der Szene (Memento vom 23. September 2015 im Internet Archive). Echtzeit Verlag, 1. Februar 2010 (Pressemitteilung; PDF; 3 kB).
9. ↑  Yello: Daniel Ryser über Blank und Meier. Mit exklusivem Track zum Buch (Memento vom 23. September 2015 im Internet Archive). Echtzeit Verlag, 22. September 2011 (Pressemitteilung; PDF; 3 kB).
10. ↑  Anne Fromm: Biografie über Roger Köppel: Der will nicht nur spielen. In: Die Tageszeitung: taz. 10. Oktober 2018, abgerufen am 4. Januar 2023.
11. ↑  Ueli Bernays: Ein Leben zwischen Erfolg und Depression: Der Rapper Stress kämpft gegen die Gespenster seiner Kindheit. In: Neue Zürcher Zeitung. Abgerufen am 4. Januar 2023.
12. ↑  Website von Bitnik.
13. ↑  Daniel Ryser wird «Journalist des Jahres». In: persoenlich.com. 28. November 2016.
14. ↑  Daniel Ryser: Die Dschihadisten von Bümpliz. In: WOZ. 25. August 2016.
15. ↑  ZÜRCHER JOURNALISTENPREIS 2017 ZEICHNET RITA FLUBACHER, ANJ. In: ch-cultura. Abgerufen am 4. Januar 2023.
16. ↑  Der Zürcher Kokain-Report: 1,7 Kilo pro Tag. In: WOZ. 20. Februar 2018, abgerufen am 4. Januar 2023.
17. ↑  Daniel Ryser: «Vor unseren Augen kreiert sich ein mörderisches System». In: Republik. 31. Januar 2020 (republik.ch [abgerufen am 4. Januar 2023]).
18. ↑  Igor Basic: Mit Daniel Ryser – Journalist, Autor und Musiker. (Interview; 11:41 min.) Blick in die Feuilletons. In: SRF. 13. Dezember 2022, abgerufen am 13. November 2023.
19. ↑  Reinhard Gaier: Roger Köppel – Die zwei Seiten des «Krawall-Schweizers». In: Süddeutsche Zeitung. Abgerufen am 4. Januar 2023.

| Personendaten    | Personendaten                      |
| ---------------- | ---------------------------------- |
| NAME             | Ryser, Daniel                      |
| ALTERNATIVNAMEN  | Göldin (Künstlername)              |
| KURZBESCHREIBUNG | Schweizer Journalist und Buchautor |
| GEBURTSDATUM     | 1. November 1979                   |
| GEBURTSORT       | Chur                               |